# فرنسيس جيلمور
فرنسيس جيلمور (12 سبتمبر 1909 في أستراليا - 26 أبريل 1955) (بالإنجليزية: Francis Gilmore)‏ هو لاعب كريكت أسترالي.

## وصلات خارجية
- فرنسيس جيلمور على موقع إي آس بي آن كريك إنفو (الإنجليزية)